# Bitka kod Salamine
 Ovo je glavno značenje pojma Bitka kod Salamine. Za druga značenja pogledajte Bitka kod Salamine (razdvojba).
Bitka kod Salamine (480. pr. Kr.) je pomorska bitka između združene flote grčkih polisa i flote perzijskog vladara Kserksa I. koja se odvijala u tjesnacu između otoka Salamine i kopna.
Perzijska pobjeda kod Termopila značila je pad cijele Beotije pod perzijsku vlast, dok je put prema Atici bio otvoren. Ostatak atenske populacije evakuiran je uz pomoć savezničke mornarice na otok Salaminu. Peloponeski saveznici počeli su s pripremama obrambenih linija na Korintskoj prevlaci gradeći zidine, uništavajući cestu od Megare, te potpunim napuštanjem Atene. U gradu je ostala nekolicina ratnika koji su pokušali obraniti atensku akropolu, no Perzijanci su ih ubrzo porazili. Nakon pada Atene Kserkso je odlučio kazniti grad spaljivanjem do temelja, no navodno se pokajao zbog tog čina. Spaljivanje osvojenog grada bio je neprimjeren porez nekarakterističan za Kserksove prethodnike Kira Velikog i Darija Velikog koji su se prema pokorenim gradovima odnosili s velikim poštovanjem; ukidajući ropstvo i tolerirajući lokalne religije. Kserksovo spaljivanje Atene smatra se odmazdom za atenskoj potpori Jonjanima koji su spalili perzijski grad Sard u satrapiji Lidiji.
Perzijanci su sada imali pod kontrolom većinu Grčke, i Kserkso je imao u planu što brže završiti vojnu ekspediciju. Da je Kserkso porazio grčku mornaricu, bio bi u izglednoj prilici natjerati ostale Grke na predaju, dok se Temistoklo nadao kako će perzijskim pomorskim porazom odvratiti Perzijance od daljnjih napada na ostatak Grčke. Saveznička grčka mornarica spremno je čekala dolazak perzijske flote ispred obala Salamine, stacioniravši se u uskom Saronskom zaljevu koji je dijelio poluotok Peloponez od ostatka grčkog kopna. S obzirom na navedene geografske karakteristike, perzijska brojčano superiornija flota nije mogla ostvariti premoć, budući kako nisu mogli manevrirati niti su poznavali krajolik. Grci su iskoristili priliku i napali perzijsku mornaricu, te ostvarili veliku pobjedu te osigurali Peloponez. Oko 200 od 1200 perzijskih brodova bilo je potopljeno ili zarobljeno. Bitka je ostala upamćena i po sudjelovanju vjerojatno prve admiralice u povijesti, Artemizije iz Karije koja je predvodila skupinu od pet perzijskih brodova.
Prema Herodotu, Kserkso je namjeravao izgraditi most preko tjesnaca da napadne Atenjane evakuirane na Salamini, no nakon poraza u pomorskoj bitci projekt je napušten. Štoviše, bojao se kako bi Grci mogli otploviti do Dardanela i uništiti pontonske mostove. Njegov general Mardonije zalagao se za nastavak pohoda na Peloponez, no nakon što je Kserkso čuo za novu pobunu u Babiloniji odlučio se s većinom vojske povući iz Grčke. Manji dio vojske ostavio je na čuvanje Mardoniju koji je postavio vojne kampove u Beotiji i Tesaliji. Atenjani su se nakon povlačenja Perzijanaca vratili u napušteni grad tijekom zime.

## Poveznice
- Grčko-perzijski ratovi
- Perzijsko Carstvo
- Atena (polis)
- Kserkso
- Temistoklo
- Artemizija I.

## Vanjske poveznice
- Bitka kod Salamine 480. pr. Kr. - arhiva fotografija (Livius.org)  Arhivirana inačica izvorne stranice od 23. rujna 2013. (Wayback Machine)
- Antičko grčko ratovanje (Lycurgus.org)